# NGC 4361
NGC 4361 es una nebulosa planetaria en la constelación de Corvus situada a unos 4300 años luz de distancia. Por su contorno exterior semejante a los brazos de una galaxia espiral y por su localización al sur del Cúmulo de Virgo puede ser confundida con una galaxia. 
De color azulado, la nebulosa NGC 4361 está formada por las capas exteriores de gas arrojadas por la estrella de magnitud 12,8 que se halla en su centro. La estrella, con la fusión nuclear casi agotada, se está enfriando y encogiendo, entrando en la fase de enana blanca.
NGC 4361 fue descubierta en el año 1785 por William Herschel.